# 旭川工業高等專門學校
旭川工業高等專門学校（National Institute of Technology, Asahikawa College），簡稱旭川高專，是一所位於日本北海道的高等專門學校。

## 沿革
- 1962年，創校，為國立高專1期校。設有機械工学科、電氣工学科。
- 1966年，設立工業化學科。
- 1988年，機械工学科改組為機械工学科與制御情報工學科。
- 1999年，設置專攻科。（生産系統工学専攻、応用化学専攻）
- 2003年，電氣工學科改名為電氣情報工學科。
- 2004年，法人化，機械工學科改名為機械系統工學科。
- 2011年，制御情報工学科改名為系統制御情報工学科。[2]

## 教學組織

### 本科（副學士課程）
- 機械系統工學科
- 電氣情報工學科
- 系統制御情報工学科
- 物質化学工学科

### 專攻科（學士課程）
- 生産系統工学專攻
- 應用化學專攻[3]

## 外部連結
- 旭川工業高等專門学校 （页面存档备份，存于）